# ベヴァリッジ報告書

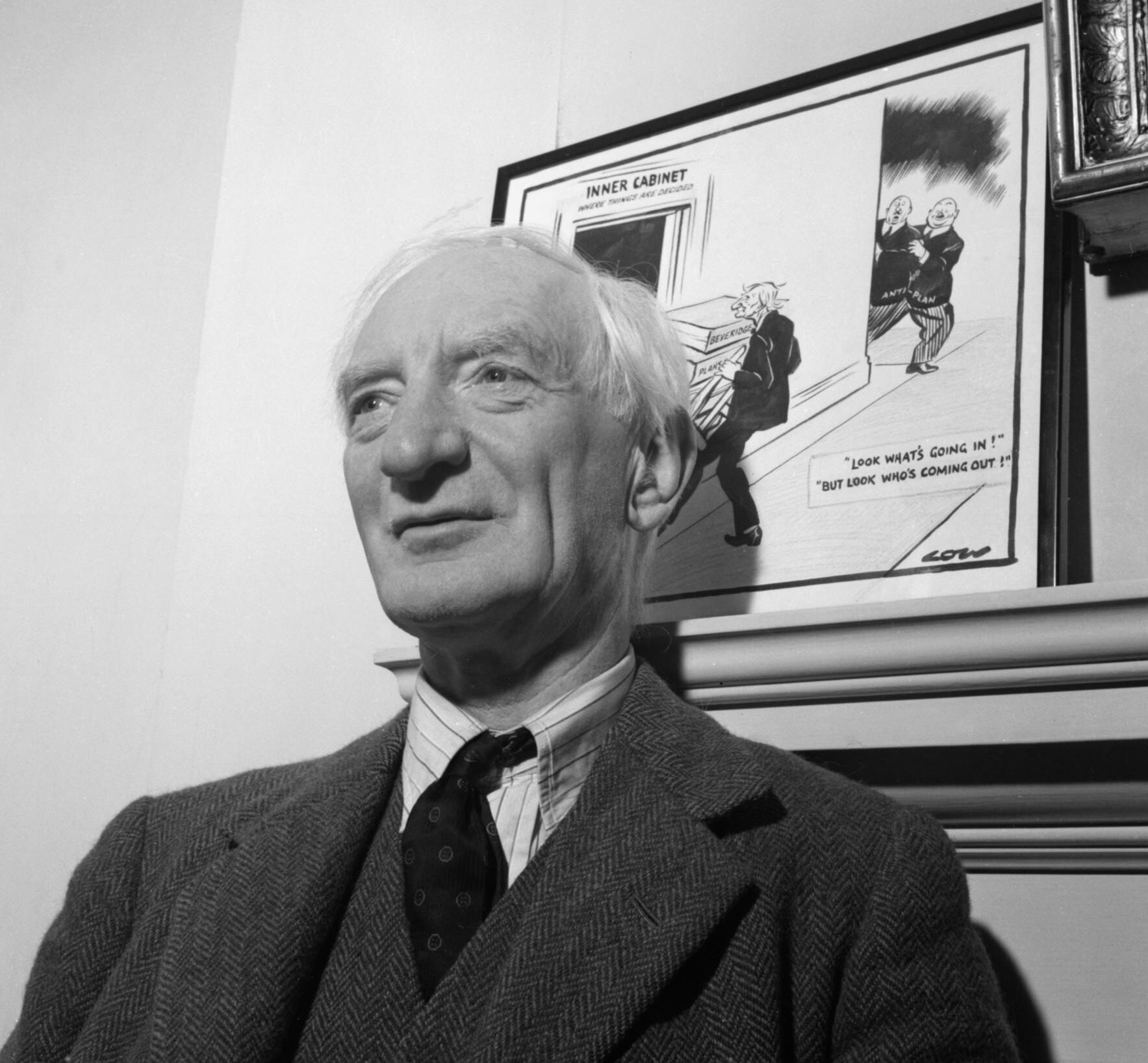
ウィリアム・ベヴァリッジ

ベヴァリッジ報告書（ベヴァリッジほうこくしょ、Beveridge Report）は、ウィリアム・ベヴァリッジが示した社会保障制度拡充のための一連の報告書類。第二次世界大戦後のイギリスにおける社会保障制度の土台となった。正式名称は「社会保険と関連サービス」(Social Insurance and Allied Services)。
第二次世界大戦中の1941年、労働組合会議の請願を契機として省間委員会が組織され、国民健康保険制度などについての検討が行われた。その検討に基づいて1942年11月に示されたものがベヴァリッジ報告である。報告の中で、健康保険、失業給付、年金などを、あらゆる国民がその対象になるような統一制度のもとで整備することが示された。この報告は国民の関心を強く集め、第二次世界大戦後における福祉国家への期待を高めることになった。
第二次世界大戦末の選挙において労働党が大勝し、アトリー労働党政権が成立したことは、この構想を実現へと向かわせた。1946年に国民保険法、国民保健サービス、1948年国民扶助法などが制定され、いわゆる「ゆりかごから墓場まで」といわれるような福祉国家への道を歩んでいった。

## 福祉レジーム
イギリスの福祉国家モデルを、イエスタ・エスピン＝アンデルセンは自由主義的福祉レジームに分類している。
ベヴァリッジは、報告書において以下を「5つの悪」とし、国家による社会保険制度を整備することでこれに対抗し、それが不可能な場合に備えて公的扶助を設けるとした。
1. 窮乏 (want)
2. 疾病 (disease)
3. 無知 (ignorance)
4. 不潔 (squalor)
5. 怠惰 (idleness)

報告書はケインズ経済学の強い影響を受けているが、ベヴァリッジ自身は新古典派経済学に近い立場であった。ベヴァリッジの目指すものは「完全な平等」ではなく、あくまでも最低限度（ナショナル・ミニマム）の保証であった。